# Premiscogaster punctatifascies
Premiscogaster punctatifascies är en stekelart som först beskrevs av Girault 1922.  Premiscogaster punctatifascies ingår i släktet Premiscogaster och familjen puppglanssteklar. Inga underarter finns listade i Catalogue of Life.